# Natalia
Natalia je žensko osebno ime.

## Izvor imena
Ime Natalia je različica ženskega osebnega imena Natalija 

## Pogostost imena
Po podatkih Statističnega urada Republike Slovenije je bilo na dan 31. decembra 2007 v Sloveniji število ženskih oseb z imenom Natalia: 101.

## Osebni praznik
Osebe z imenom Natalia lahko godujejo takrat kot osebe z imenom Natalija.